# Baisikeli Ugunduzi

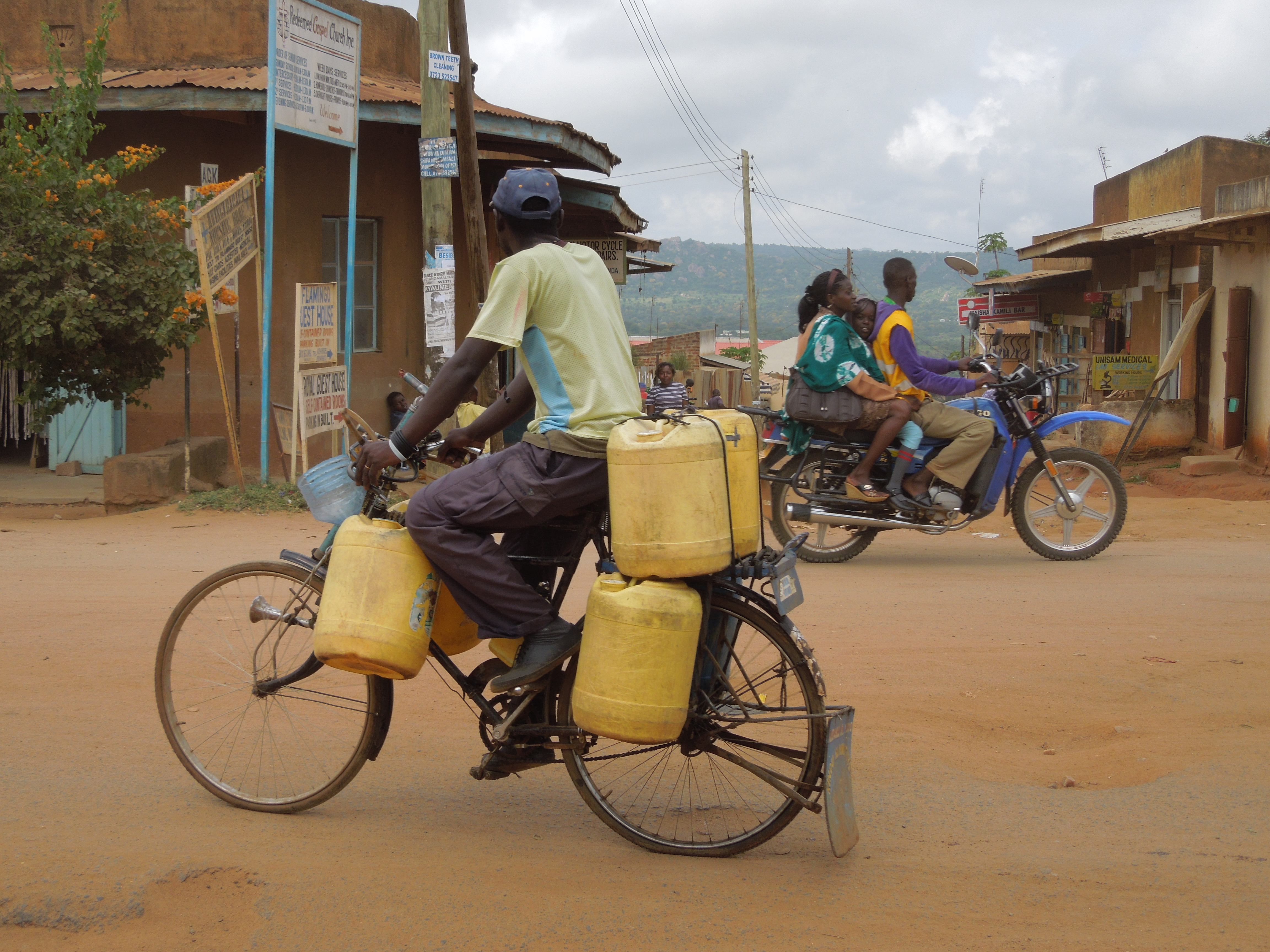
Перевозка воды в Кении

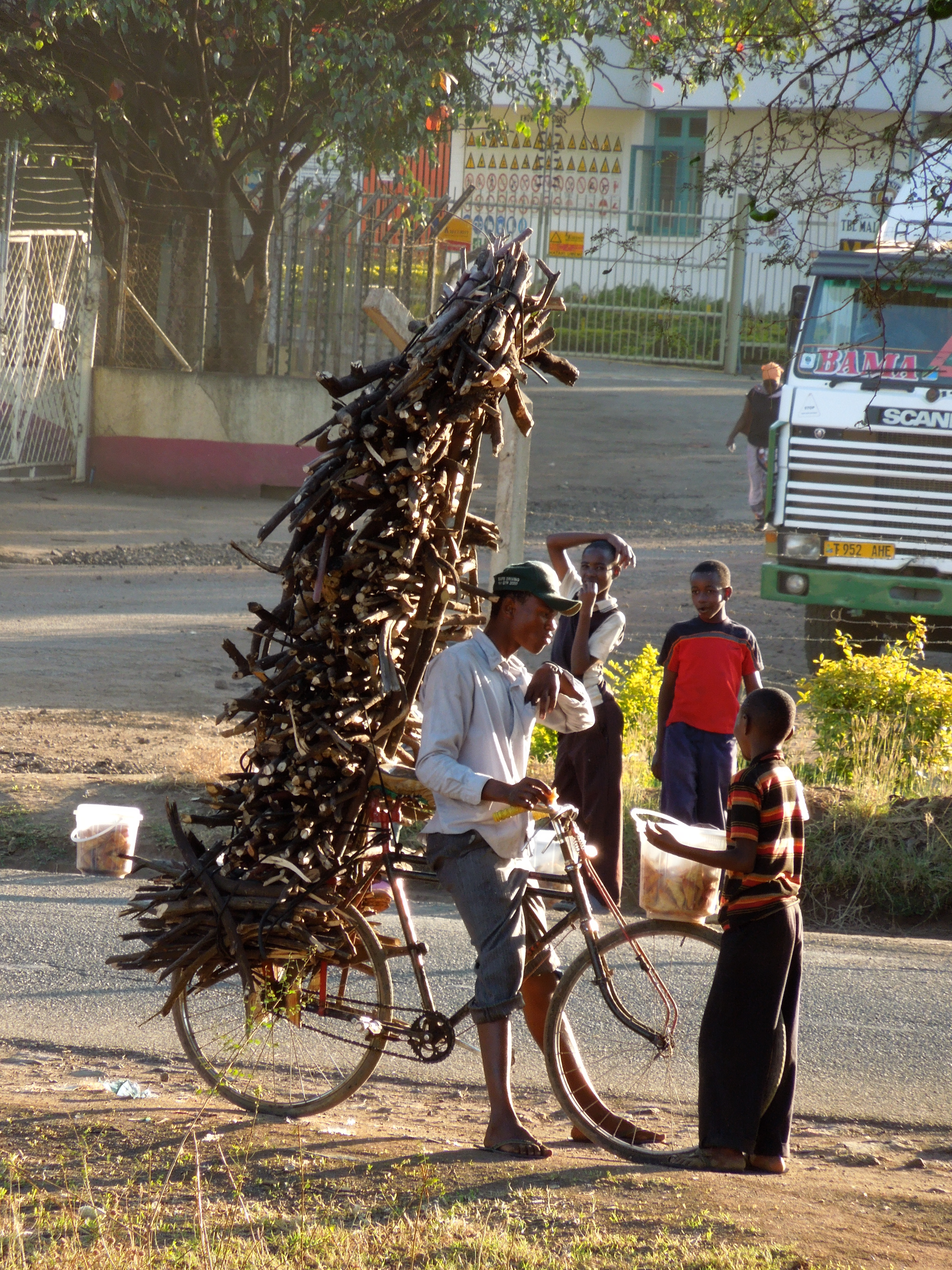
Перевозка дров в Танзании

Baisikeli Ugunduzi — коммерческий социальный бизнес, который специализируется на велосипедных компонентах для рынка Чёрной Африки. Конечной целью Baisikeli Ugunduzi является борьба с бедностью с помощью велосипеда, который помогает семьям с низкими доходами зарабатывать себе на жизнь перевозкой грузов и людей. Baisikeli Ugunduzi означает на языке суахили «инновационные велосипеды». Компания основана в 2011 году студентом Беном Митчеллом, который сейчас работает в Мичиганском технологическом университете, и Джоном Гершензоном, профессором того же университета. Базируется в городе Китале (Кения).
Ранее на африканском рынке доминировали дешёвые велосипеды, которые часто ломались. Различные благотворительные организации завозили в Африку дорогие велосипеды, которые, однако, не были приспособлены к местным условиям. Baisikeli Ugunduzi предложил новый продукт, который избавил коммерсантов, использующих велосипед для перевозки грузов (так называемых «бода-бода» или велотаксистов), от постоянно спущенных покрышек. Их гибкие и прочные бескамерные шины Milele Tube служат в течение пяти лет и могут быть приспособлены к велосипедам любых размеров и модификаций. После успешных испытаний Baisikeli Ugunduzi организовал производство новых шин и их сбыт через профсоюзы велотаксистов и местные магазины. Также Baisikeli Ugunduzi запустил систему рассрочки, при которой предприниматели платили за 10-долларовые шины 25 центов в день.
Через программу Development Innovation Ventures (DIV) компания Baisikeli Ugunduzi получила 100 тыс. долл. инвестиций от Агентства США по международному развитию. В New Venture Competition компания выиграла первое место и получила 30 тыс. долларов от Центрального Мичиганского университета (а также дополнительные 10 тыс. долларов как «лучшее социальное предприятие»). Кроме того, Baisikeli Ugunduzi был признан победителем в конкурсе Top 40 Project 2012 от Dell Social Innovation Challenge и стал полуфиналистом в конкурсе Echoing Green Fellowship. В 2014 году Baisikeli Ugunduzi занял третье место в конкурсе инноваций и социальных проектов от The Global Social Venture Competition.